# Cité Falguière
La cité Falguière est une voie du 15e arrondissement de Paris, en France.

## Situation et accès
La cité Falguière est une voie publique située dans le 15e arrondissement de Paris. Elle débute au 72, rue Falguière et se termine en impasse.

## Origine du nom et dénominations antérieures
Cette voie porte depuis le 16 février 1901 le nom du peintre et sculpteur Alexandre Falguière (1831-1900).
Elle était précédemment nommée « cité des Fourneaux », nom tiré de la « rue des Fourneaux » (actuelle rue Falguière), et antérieurement « impasse Frémin » d'après l'ancienne propriétaire du terrain sur lequel la voie a été ouverte vers 1861.

## Historique
Le sculpteur Jules-Ernest Bouillot, praticien de Falguière et propriétaire, depuis 1861, d'un terrain situé rue du chemin des Fourneaux a l'idée de faire construire des ateliers pour les louer, à prix modique, à des artistes peu fortunés, à charge pour lui d'y établir une impasse fermée sur la rue par une grille en bois. Bouillot commence à faire construire les ateliers dès la fin du siège de Paris, dans ce cul-de-sac alors nommé impasse Frémiet d'après l'ancienne propriétaire. Il achète ensuite, peu à peu, les emplacements de l'impasse et avant 1881, il possède déjà tous les numéros impairs. Les acquéreurs des autres lots cédés par la veuve Frémin se lancent à leur tour dans l'aventure. Quelques années plus tard, l'impasse prend le nom de cité des Fourneaux ; elle est accolée aux locaux récents de l'Institut Pasteur qui surmonte les lieux de sa haute cheminée. Cette impasse s'ouvre entre les nos 72 et 74 de la rue des Fourneaux, qui deviendra en 1901 la rue Falguière.
Trait d'union entre Montparnasse et la Ruche, la cité Falguière attire des artistes qui font le va-et-vient entre ces pôles d'attraction. Paul Gauguin s'installe en 1877 à l'entrée de la cité. On y rencontre plus tard simultanément ou successivement Amedeo Modigliani, Constantin Brâncuşi, Joseph Csaky, Chaïm Soutine, Maurice Blond, Alexandre Zinoview, Tsugouharu Foujita en 1915. Le peintre Louis Bouquet quitte la cité Falguière en 1914 pour aller s'installer à Saint-Germain-en-Laye, puis à Louveciennes. Les artistes se succèdent ainsi au cours du XXe siècle, mais les bulldozers des promoteurs ont commencé à raser les ateliers dans les années 1960. Les seuls rescapés, ceux des nos 9 et 11 qui ont peu changé d'aspect au cours des décennies, abritent toujours des artistes..
L'Association des amis de la cité Falguière, présidée en 1996 par Jacques Mauve, et qui tente de préserver le site, présente régulièrement des dossiers auprès des ministères concernés afin d'obtenir la reconnaissance de patrimoine culturel[réf. nécessaire].
Dans le dernier Atelier d'artiste de la Cité Falguière, ancien atelier de Chaim Soutine, a vécu et travaillé Mira Maodus, peintre française d'origine serbe russe, pendant plus de 40 ans.
Depuis 2021, l’Association L’AiR Arts opère dans le dernier atelier préservé de la communauté de la Cité Falguière, le numéro 11. En tant qu’organisation à but non lucratif, l’AiR Arts entends restaurer l’Atelier 11 et ainsi perpétuer la tradition d’échanges interculturels de l’École de Paris, en continuant d’accueillir des artistes à travers un programme de résidences d’arts et de recherche.
Selon le quotidien Libération, le président du Gabon Ali Bongo y possède une propriété.